# Pristomerus tibialis
Pristomerus tibialis är en stekelart som beskrevs av Kolarov 1982. Pristomerus tibialis ingår i släktet Pristomerus och familjen brokparasitsteklar. Inga underarter finns listade i Catalogue of Life.